# Peresvet (nave da battaglia)
La Peresvet (in russo Пересвет?) fu una nave da battaglia tipo pre-dreadnought della Voenno Morskoj Flot Rossijskoj Imperii e della Marina imperiale giapponese, capoclasse della classe Peresvet. Prese il nome da Aleksandr Peresvet, monaco ed eroe medievale russo, noto per le sue gesta nella battaglia di Kulikovo. Autoaffondata dai russi dopo l'assedio di Port Arthur, fu recuperata dai giapponesi. Ricostruita e rinominata Sagami (相模?), in onore dell'omonima provincia, prestò servizio nella marina imperiale giapponese dal 1908 al 1916, quando fu rivenduta alla Russia.

## Servizio

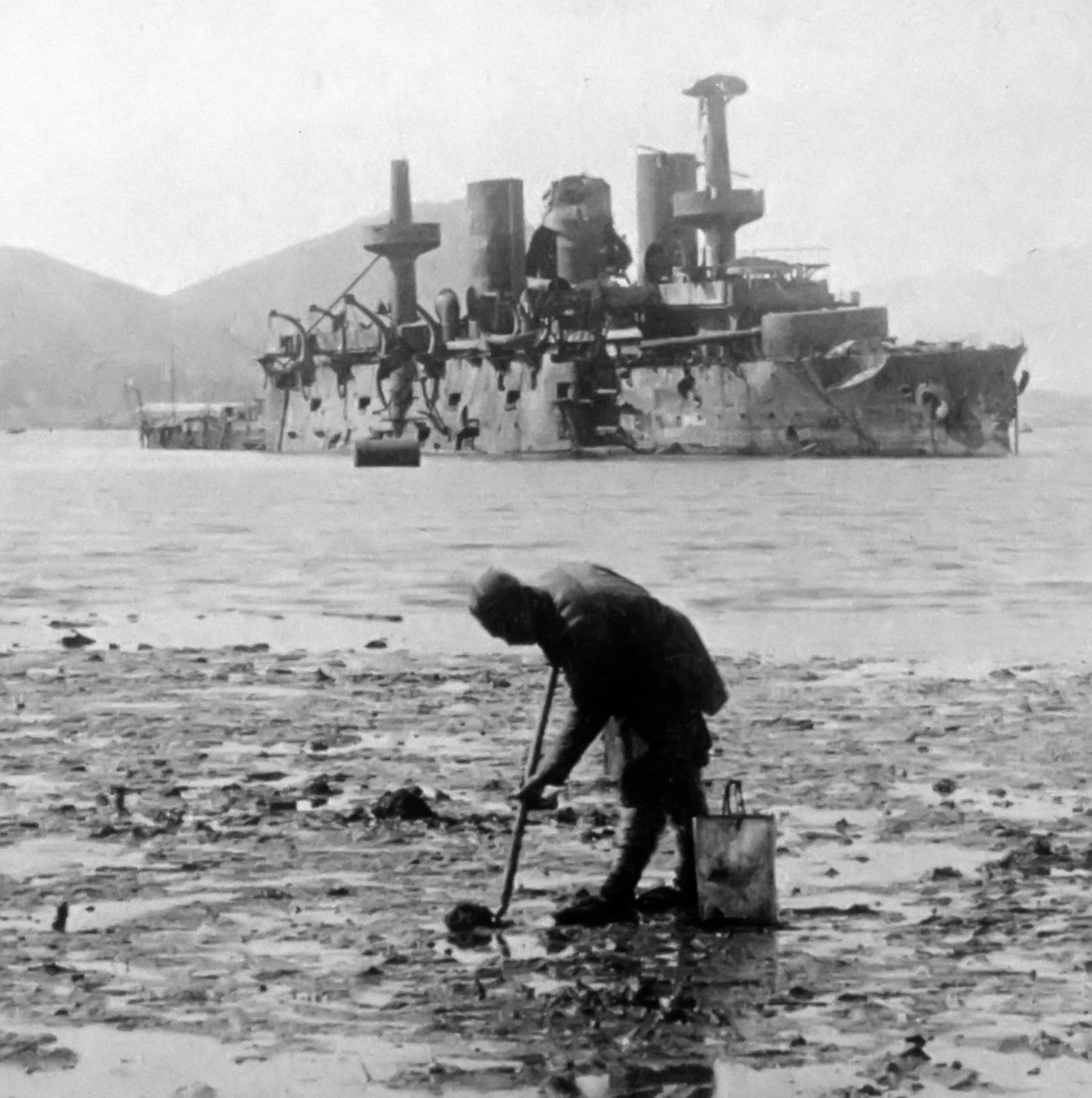
La Peresvet, rimasta pesantemente danneggiata durante l'assedio di Port Arthur, arenata dal suo stesso equipaggio e abbandonata a se stessa, circa 1904-05

Impostata nei Cantieri del Baltico di San Pietroburgo il 21 novembre 1895, fu varata il 19 maggio 1898.
Fu completata nel luglio 1901, con un costo finale di 10.540.000 rubli.
La nave fu inviata alla base navale di Port Arthur nell'ottobre dello stesso anno, dove fu assegnata alla flotta del Pacifico diventando la nave ammiraglia del principe Pavel Petrovič Ukhtomskij, ammiraglio e comandante in seconda della flotta.
Il 9 febbraio 1904, secondo giorno della guerra russo-giapponese, fu combattuta la battaglia di Port Arthur. La Peresvet, seppur coinvolta nello scontro, non fu colpita.
Il 26 marzo, mentre la flotta era fuori dal porto, la Peresvet urtò accidentalmente la nave da battaglia Sevastopol', riportando danni di lieve entità. Il 15 aprile la Peresvet riuscì a colpire l'incrociatore corazzato Nisshin, mentre questi stava bombardando Port Arthur. Durante l'estate alcuni cannoni della Peresvet furono rimossi ed installati a terra per rafforzare le difese del porto. Nello specifico la nave perse 3 cannoni da 152 mm (6", 2 cannoni da 75 mm (3"), 2 cannoni da 47 mm (2") e 4 cannoni da 37 mm (1,4").
Il 23 giugno salpò assieme al resto della flotta nel tentativo, poi fallito, di raggiungere Vladivostok. Il 10 agosto il comandante della flotta, il viceammiraglio Wilhelm Withöft, aveva da poco ordinato il rientro a Port Arthur quando le navi russe incontrarono la flotta giapponese poco prima del tramonto, ed uno scontro notturno con le numericamente superiori forze giapponesi era proprio quello che Withöft voleva evitare.
Nello scontro, che passò alla storia come la battaglia del Mar Giallo, la Peresvet fu colpita da 39 colpi, e tra l'equipaggio si contarono 13 morti e 69 feriti. Un certo numero di colpi andarono a segno vicino alla linea di galleggiamento, e la nave iniziò ad imbarcare acqua. I compartimenti a doppio fondo dovettero essere allagati a loro volta per ripristinare la stabilità della nave.
La Peresvet ritornò a Port Arthur dopo che il comandante Withöft era rimasto ucciso nella battaglia e Ukhtomskij, preso il comando, era riuscito a radunare la maggior parte della flotta.
Il nuovo comandante della flotta del Pacifico, il retroammiraglio Robert Viren, decise di utilizzare gli uomini ed i cannoni della flotta per rafforzare ulteriormente le difese di Port Arthur, in quel momento sotto assedio giapponese, così che le navi russe furono ulteriormente spogliate degli armamenti. L'operazione ebbe scarsi risultati, tanto che il 5 dicembre le truppe giapponesi riuscirono a prendere la collina 203 che si affacciava sul porto. Questo permise all'esercito imperiale giapponese di aprire il fuoco direttamente contro le navi russe con un obice da 280 mm, colpendo ripetutamente la Peresvet. Il 7 dicembre fu arenata dal suo stesso equipaggio nelle acque basse del porto.

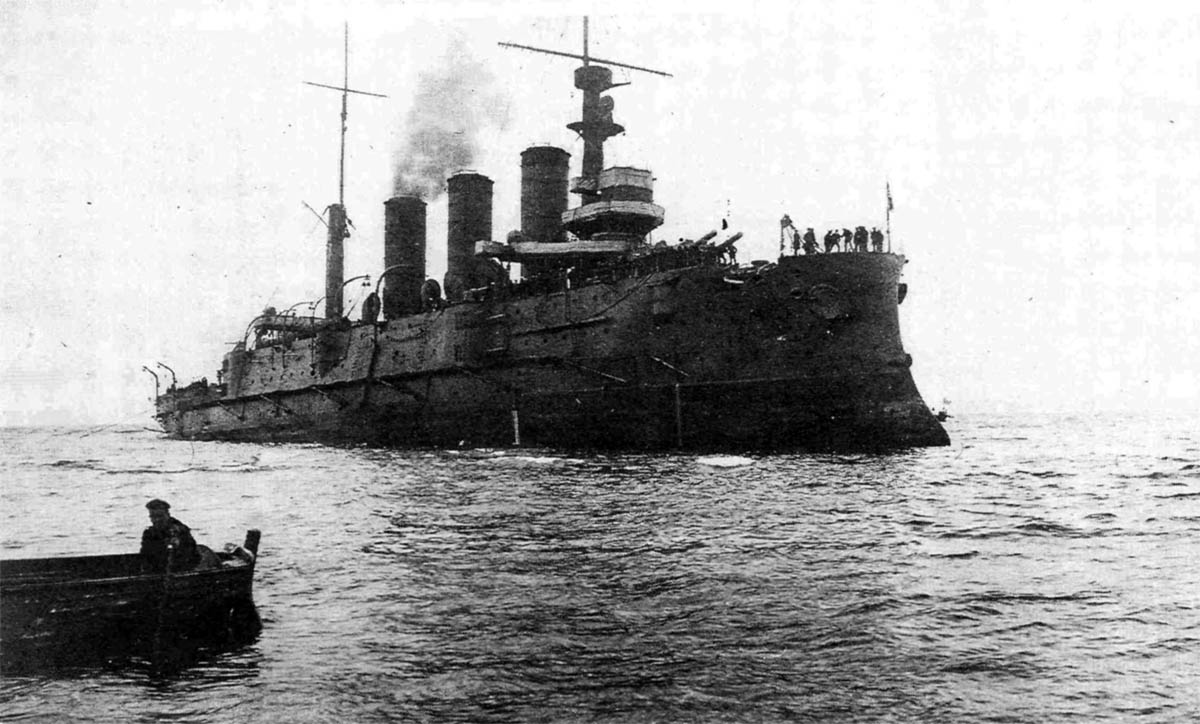
La Peresvet nel maggio 1916 a Vladivostok

Dopo la fine della guerra, il 29 giugno 1905 fu recuperata dagli ingegneri giapponesi, che la rimisero in condizioni di navigare, e portata all'arsenale navale di Yokosuka dove fu completamente ricostruita. I lavori, che si protrassero dal 1905 al 1908, videro l'installazione di nuove caldaie a tubi d'acqua Miyabara e l'eliminazione delle coffe dagli alberi. L'armamento fu completamente rivisto, per la batteria principale si adottarono 4 cannoni Elswick Ordnance Company Type 41 da 305 mm, mentre il nuovo armamento secondario era composto da 10 cannoni da 152 mm, 16 cannoni da 76 mm e 26 pezzi di piccolo calibro.
Gli originali 5 tubi lanciasiluri da 381 mm (15") furono sostituiti da 4 tubi lanciasiluri da 450 mm (17,7"). Il dislocamento scese a 13.100 t e il pescaggio a 7,9 m. La nave fu ribattezzata Sagami (相模?), prendendo il suo nome dall'antica provincia giapponese di Sagami, ora quasi completamente assorbita dalla prefettura di Kanagawa.
Entrata in servizio con la Marina imperiale giapponese nell'aprile 1908, la Sagami fu riclassificata nave da difesa costiera di prima classe.
Dopo lo scoppio della prima guerra mondiale, Giappone e Russia si trovarono alleati, e la nave fu venduta alla Russia nel marzo 1916. Giunta a Vladivostok il 3 aprile 1916, fu Peresvet riprese il suo vecchio nome e rientrò in servizio nella marina imperiale russa come incrociatore corazzato.
Incagliatasi il 23 maggio 1916, fu rimessa in condizioni di navigare nel mese di luglio. Assegnata alla neocostituita flottiglia del Mar Glaciale Artico, durante il tragitto fece sosta a Porto Said, in Egitto, per effettuare alcune riparazioni. Il 4 gennaio 1917, a circa 10 miglia marine (18,5 km) a nord del porto, la Peresvet urtò 2 mine navali, posizionate in precedenza dal sommergibile tedesco U-73, che esplosero una a prua e una vicino ad uno dei locali caldaie. Nell'incendio scoppiato a bordo e nel seguente affondamento della nave persero la vita 167 uomini.